# Vladímir Kopytov
Vladímir Nikoláyevich Kopytov –en ruso, Владимир Николаевич Копытов– (Homel, 25 de septiembre de 1965) es un deportista bielorruso que compitió en lucha grecorromana. Ganó una medalla de bronce en el Campeonato Mundial de Lucha de 1999 y cuatro medallas en el Campeonato Europeo de Lucha entre los años 1994 y 1998.

## Palmarés internacional
| Campeonato Mundial | Campeonato Mundial  | Campeonato Mundial | Campeonato Mundial |
| Año                | Lugar               | Medalla            | Categoría          |
| ------------------ | ------------------- | ------------------ | ------------------ |
| 1999               | El Pireo (Grecia)   | Medalla de bronce  | 69 kg              |
| Campeonato Europeo |                     |                    |                    |
| Año                | Lugar               | Medalla            | Categoría          |
| 1994               | Atenas (Grecia)     | Medalla de plata   | 74 kg              |
| 1995               | Besanzón (Francia)  | Medalla de bronce  | 74 kg              |
| 1996               | Budapest (Hungría)  | Medalla de plata   | 74 kg              |
| 1998               | Minsk (Bielorrusia) | Medalla de plata   | 69 kg              |